# 慈碩次妃
慈碩次妃（?—?），姓不详，名玉缯，越南鄭阮紛爭時期鄭主追封睿祖晋光王鄭柄的次妃。
玉缯的丈夫鄭柄没有继承鄭主王位，鄭柄的兒子鄭棡于永盛五年（1709年），在鄭根（鄭柄祖父）死后嗣位。玉缯去世后，葬在安山县仙侣社，谥号慈碩，赠封惠娥。